# 헨크 아론

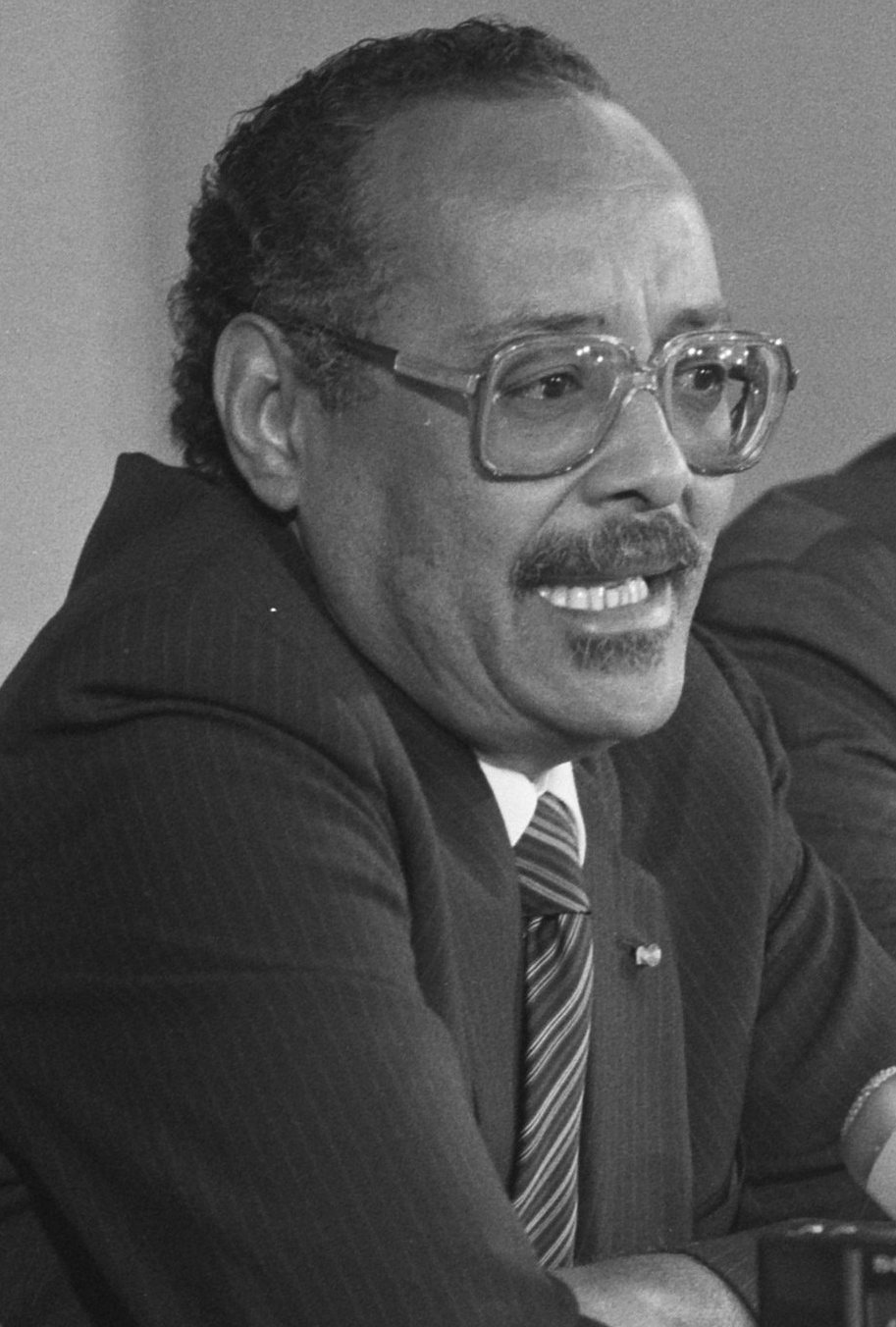
헨크 아론

헨크 알퐁수스 외젠 아론(네덜란드어:  Henck Alphonsus Eugène Arron, 1936년 4월 25일~2000 12월 4일)는 수리남의 정치인이자 1975년 수리남이 독립한 후 최초의 수상를 지냈습니다. 그는 파라마리보 출신으로 1973년 12월 24일부터 1980년 2월 25일까지 수상를지냈으며, 이후 데시 바우테르서가 이끈 군사 쿠데타로 축출되었습니다. 1987년 아롱은 수리남의 부통령으로 선출되어 1990년 쿠데타로 정부가 전복될 때까지 총리직을 수행했습니다.

## 참고
1. ↑  “Henck Arron, 64, Who Guided Suriname to Independence in '75”. 《New York Times》. 2000년 12월 6일. 2020년 6월 22일에 확인함.
2. ↑  BBC - Timeline: Suriname